# Бодљива смрча
Бодљива смрча (Picea pungens) је четинар из Северне Америке која је добила назив бодљива због зашиљених четина. Епитет врсте pungens значи оштро зашиљен, а односи се на четине. Бодљива смрча је дрво државе Колорадо, па се у САД назива и плава смрча Колорада, или само плава, или бела смрча. Бодљиву смрчу је открио на Пајкс Пику (енгл. Pikes Peak) 1862. године Чарлс Кристофер Пери (енгл. Charles Christopher Parry, 1823-1890) британско-амерички ботаничар и планинар и дао јој име плава смрча.

## Ареал
Алохтона врста, распрострањена у централним и јужним делови Стеновитих планина у САД. Налази се у појасу 1.800-3.300 m н.в. Ареал је простран и дистјунктан. На већим надморским висинама меша се са Picea engelmanii и Abies lasiocarpa, а у нижим пределима са Pseudotsuga menziesii, Abies concolor и Pinus ponderosa

## Опис врсте
Једнодомо дрво на природном станишту обично високо до 30 m, ретко 40 m; пречник дебла до 1,5 m. Круна је купаста са пршљенастим и хоризонтално одстојећим мркосивоцрвенкастим голим гранама. Мртва кора је мркосивкаста љуспаста. Пупољци су тупи, жутосмеђи, без смоле. Леторасти жутосмеђи.
Четине су на израштајима коре - стеригмама, што је карактеристика свих смрча, густо радијално распоређене и на гранчици отклоњене на све стране. Дуге су 2-3 cm, ромбичног пресека и врло оштрог врха, круте, зелене, плавичасте или сребрнасте; врло миришљаве када се згњече.
Мушке и женске стробиле формирају се у априлу-мају. Женске стробиле јаркцрвене, терминалне, усправне са зрењем се окрећу ка земљи дајући висеће шишарке. 
Шишарке су издужено – цилиндричне, по дозревању се отварају размицањем фертилних љуспи. Дуге су 6-10 cm, 2-3 cm широке када су затворене, издужено ваљкасте, светлосмеђе. Сазревају у септембру-октобру исте године. Фертилне љуспе су издужено ромбичне, танке, савитљиве и уздужно таласасте, а на врху назубљене. Семе, албуминско, тамнобраон, дуго 3-4 mm са светлосмеђим, прозирним крилом дугим 10—13 mm. Апсолутна маса семена 3-5,5 g.

## Биоеколошке карактеристике
Од свих врста рода Picea, ова врста најбоље подноси градске услове. Отпорна је на суви ваздух и летњу сушу, а подноси јаке јесење и пролећне мразеве и ниске зимске температуре, пошто се амплитуда температуре подручја на коме од природе расте креће преко 70оC (до -40оC зими до 36оC лети). Отпорна је и на сушу јер су годишње количине падавина на природним стаништима од 150 до 500 mm, са дужим сушним периодима преко лета. Може да расте и на мочварним земљиштима, а обично кржља на сувим песковитим. Хелифилна је врста која подноси блажу бочну сенку. Отпорна је на ветроломе и снеголоме. Добро подноси орезивање, нарочито у млађем добу. Са плодоношењем почиње око 30. године, а пун урод даје сваке 2-3 године. Расте споро, и може да доживи старост од 400 до 600 година. Отпорна је према диму, чађи и прашини.

## Размножавање
На нивоу врсте размножава се семеном, а вегетативно, калемљењем, размножавају се украсне сорте. За генеративно размножавање семе се пре сетве остави три дана у води да би брже клијало. Клијавост семена у расаднику је 50%. Само око 30% садница култивара 'Glauca' произведених семеном има плаву боју четина, али у различитим нијансама плаве боје. 
Вегетативно се размножава полузрелим резницама. Користе се једногодишњи изданци, који се откидају са петом или одсецају и дотерују ножем. Резнице се узимају само са младих матичних стабала. Много чешћи начин размножавања "плавих" смрча је калемљење бочним спајањем најчешће на генеративне подлоге Picea abies старе три године. Хабитус добијених садница варира у зависности од позиције на стаблу са кога је узета племка.

## Значај
Због спорог раста бодљива смрча нема већег значаја за шумарство. У Америци њено дрво готово је без вредности, осим за хартију. У Европи нема примену у пошумљавању јер нема предности над европском смрчом. Са друге стране веома је цењена као украсна врста. Једна је од најдекоративнијих смрча која, иако високопланинска врста, одлично подноси ниске надморске висине и градске услове, па је честа подједнако у јавним зеленим просторима и приватним вртовима и окућницама. Често се употребљава и као новогодишња јелка.

## Култивари
Највећи број култивара су селекције са плавом и сребрном бојом четина, а има их и са посебним хабитусом: патуљастих, лоптастих, ускопирамидалних ...).
| - P. pungens 'Baby Blue Eyes' - P. Pungens 'Bakeri' - P. pungens 'Bar' - P. pungens ’Białobok’ | - P. pungens 'Blue Diamond' - P. pungens 'Compacta' - P. pungens 'Edith' - P. pungens 'Erich Frahm' | - P. pungens 'Fat Albert' - P. pungens 'Glauca' - P. pungens 'Glauca Globosa' - P. pungens 'Glauca Pendula' | - P. pungens 'Globosa' - P. pungens 'Hoopsii' - P. pungens ’Iseli Fastigiata’ - P. pungens 'Koster' | - P. pungens 'Lucky Strike' - P. pungens 'Maigold' - P. pungens 'Moerheimi' - P. pungens ’Montgomery ’ | - P. pungens 'Oldenburg' - P. pungens 'Thomsen' - P. pungens ’Vuyk’ - P. pungens ’Waldbrunn’ |

- Култивар 'Edith' у расаднику Васић.
- Култивар 'Fat Albert' у Пионирском парку у Београду.
- Култивар 'Glauca Globosa' у расаднику Васић.
- Култивар 'Hoopsii' у расаднику Гај.
- Култивар 'Iseli Fastigiata' у расаднику Манојловић.
- Култивар 'Koster'у расаднику Lappen.
- Култивар ’Vuyk’ у парку у Врњачкој бањи.